# Збродзиці
Збродзиці (пол. Zbrodzice) — село в Польщі, у гміні Бусько-Здруй Буського повіту Свентокшиського воєводства.
Населення — 167 осіб (2011).
У 1975-1998 роках село належало до Келецького воєводства.

## Демографія
Демографічна структура на день 31 березня 2011 року:
|          | Загалом | Допрацездатний вік | Працездатний вік | Постпрацездатний вік |
| -------- | ------- | ------------------ | ---------------- | -------------------- |
| Чоловіки | 84      | 10                 | 66               | 8                    |
| Жінки    | 83      | 12                 | 47               | 24                   |
| Разом    | 167     | 22                 | 113              | 32                   |